# Kate Rigby
Catherine Elizabeth Rigby (* 1960 in Canberra, Australien) ist eine australische Germanistin, Literaturwissenschaftlerin und Hochschullehrerin. Sie ist seit 2016 Professorin für Environmental Humanities an der Bath Spa University und Direktorin des dortigen Research Centre for Environmental Humanities. An der Universität zu Köln ist sie seit 2022 Alexander-von-Humboldt-Professorin und Direktorin des neuen Zentrums für Multidisziplinäre Umweltstudien in den Geisteswissenschaften. Ihre Forschung liegt an der Schnittstelle von Umweltliteratur, Philosophie, Geschichte und Religionswissenschaft, mit einem besonderen Interesse an europäischer Romantik, Ökopoetik und Ökotheologie.

## Leben und Werk
Rigby studierte German Studies und Comparative Literature an der Universität Melbourne und ein Jahr an der Albert-Ludwigs-Universität Freiburg mit einem DAAD-Stipendium. 1991 promovierte sie an der Monash University, wo sie in den folgenden Jahren in den Disziplinen Religious Studies, German Studies, Comparative Literature und Cultural Studies tätig war. An der Monash University war sie von 1990 bis 1996 Lecturer in German Studies, dann bis 1995 Senior Lecturer in German Studies and Comparative Literature, anschließend bis 2012 Associate Professor in German Studies and Comparative Literature. Sie wurde 2013 die erste Professorin Australiens für Environmental Humanities. Von 2016 bis 2022 war sie Professor of Environmental Humanities an der Research and Graduate School der Bath Spa University und Adjunct Professor für Literary Studies an der Monash University. 2022 wurde sie Alexander von Humboldt Professor of Environmental Humanities und Director of Multidisciplinary Environmental Studies in the Humanities (MESH). Dieses neu gegründete Zentrum soll multidisziplinäre Verbindungen in den Geisteswissenschaften schaffen, indem es in die Institute für Anglistik und Ethnologie sowie dem Global South Studies Center und dem Center for Australian Studies eingebunden wird.
Rigby war Gründungsmitherausgeberin der Zeitschrift Philosophy Activism Nature und hat Bücher sowie zahlreiche Artikel und Buchkapitel in den Bereichen Germanistik, Vergleichende Literaturwissenschaft und Environmental Humanities veröffentlicht. Sie ist Gründungsmitglied mehrerer Institutionen der Environmental Humanities und in den Herausgebergremien der einschlägigen Fachzeitschriften tätig.
1999 trat sie Australiens interdisziplinärer National Working Group for the Ecological Humanities bei. 2011 leitete sie die Gründung des Australia-Pacific Forum on Religion and Ecology. 2002 war sie Mitbegründerin des Öko-Geisteswissenschaftsjournals Philosophy Activism Nature und Mitherausgeberin der Reihe Under the Sign of Nature.
Sie war 2004 Gründungspräsidentin der Association for the Study of Literature, Environment and Culture (Australien-Neuseeland). Zu ihren Büchern gehören Topographies of the Sacred: The Poetics of Place in European Romanticism (2004), Dancing with Disaster: Environmental Histories, Narratives, and Ethics for Perilous Times (2015), Reclaiming Romanticism: Towards an Ecopoetics of Decolonization (2020) und Meditations on Creation in an Era of Extinction (2023). Diese Monografie Meditations on Creation in an Era of Extinction verbindet biblische Forschung und ökopoetisches Schreiben mit ethnografischer Forschung zu zeitgenössischen christlichen und multireligiösen Umweltinitiativen und ökopolitischem Aktivismus in Kenia, Indien, Australien, Brasilien, den USA, Großbritannien und Deutschland.

## Forschung
An der Universität zu Köln leitet sie einen Forschungsschwerpunkt für multidisziplinäre Umweltstudien in den Geisteswissenschaften und ist Gastwissenschaftlerin am Forschungszentrum für Environmental Humanities der Bath Spa University. Ihre Forschung bewegt sich an der Schnittstelle von Umweltliteratur, Philosophie, Geschichte und Religionswissenschaften, mit besonderem Interesse an der europäischen Romantik, Ökopoetik, Multispeziesstudien und Katastrophenforschung.
Rigby spielt eine zentrale Rolle bei der Institutionalisierung der Environmental Humanities. Sie betrachtet beispielsweise die historischen Parallelen zwischen der gesellschaftlichen Umbruchsituation unserer Zeit und der am Ende des 18. Jahrhunderts, die eine Neubewertung eines überkommenen Naturverständnisses ebenso herausgefordert hat wie die gegenwärtigen Veränderungen aufgrund des Klimawandels. Besonders interessiert sie die Literatur der Romantik, auf die sie auch aus feministischer und postkolonialistischer Perspektive blickt.

## Auszeichnungen und Ehrungen (Auswahl)
- 2015 bis 2016: Marie Curie FCFP Senior Fellowship und Alexander von Humboldt  Fellowship, Freiburg Institute of Advanced Study
- 2020: Rachel Carson Center Fellowship
- 2021: Marie-Curie FCFP Senior Fellowship, FRIAS
- 2022: Alexander von Humboldt Professorship
- 2022: Oak Leaf Award for Services to Higher Education, Trinity College (University of Melbourne)[9]